# علف دندان (سرده)
علف دندان (نام علمی: Lathraea) نام یک سرده از تیره گل جالیزان است.